# Aleksandr Yevgenyev
Aleksandr Yevgenyev (né le 20 juillet 1961) est un athlète soviétique (russe), spécialiste du sprint.
Il remporte l'édition des Jeux mondiaux en salle 1985 à Paris, avec un temps de 20 s 95 sur 200 m.
Il est Champion d'Europe 1986 du relais 4 × 100 m. L'année suivante, lors des Championnats du monde à Rome, il remporte la médaille d'argent avec l'équipe soviétique composée de lui-même, Viktor Bryzgin, Vladimir Muravyov et Vladimir Krylov en 38 s 02 (record d'Europe).